# إيمي تينكلر
إيمي تينكلر (بالإنجليزية: Amy Tinkler)‏ هي لاعبة جمباز فني بريطانية سابقة ولدت في يوم 27 أكتوبر 1999 في بلدة درم. أبرز إنجازاتها هو فوزها بالميدالية البرونزية في الأداء الأرضي في دورة الألعاب الأولمبية الصيفية 2016 في ريو دي جانيرو.